# Вулиця Павла Сбитова
Вулиця Павла Сбитова — вулиця у Франківському районі міста Львова, у місцевості Вулька. Сполучає вулиці Івана Карпинця та Бой-Желенського. Прилучається вулиця Похила.

## Історія
Вулиця виникла на початку XX століття, з 1913 року мала назву Щитова. У 1934 році її перейменували на Скібінського, на честь Кароля Скібінського, польського науковця, ректора Цісарсько-королівської політехнічної школи у Львові. Під час німецької окупації, з 1943 року по липень 1944 року, мала назву Дюрерштрассе, на згадку про німецького середньовічного художника Альбрехта Дюрера. Після входження радянських військ вулиці на деякий час повернули довоєнну назву Скібінського та у 1946 році перейменували на вулицю Плеханова, на честь російського революціонера XIX століття Георгія Плеханова. У 1993 році вулицю перейменували на честь інженера-артилериста Російської імператорської армії, українського походження, генерал-лейтенанта артилерії Олександра Засядька.
18 серпня 2022 року під час засідання сесії Львівської міської ради депутати підтримали напрацювання робочої групи щодо перейменування вулиць в межах деколонізації топоніміки. Так, ще 20 вулиць Львова отримали нові назви, зокрема, перейменовано й вулицю Генерала Засядька на вулицю Павла Сбитова, на честь учасника російсько-української війни, Героя України Павла Сбитова. 

## Забудова
Забудова вулиці Павла Сбитова — здебільшого у стилі польського конструктивізму 1930-х років. До вулиці приписано лише два будинки — вілли під № 3 та № 7. Будинки внесені Реєстру пам'яток архітектури місцевого значення під охоронним № 2603-м та № 2604-м.

Світлини вуличної забудови
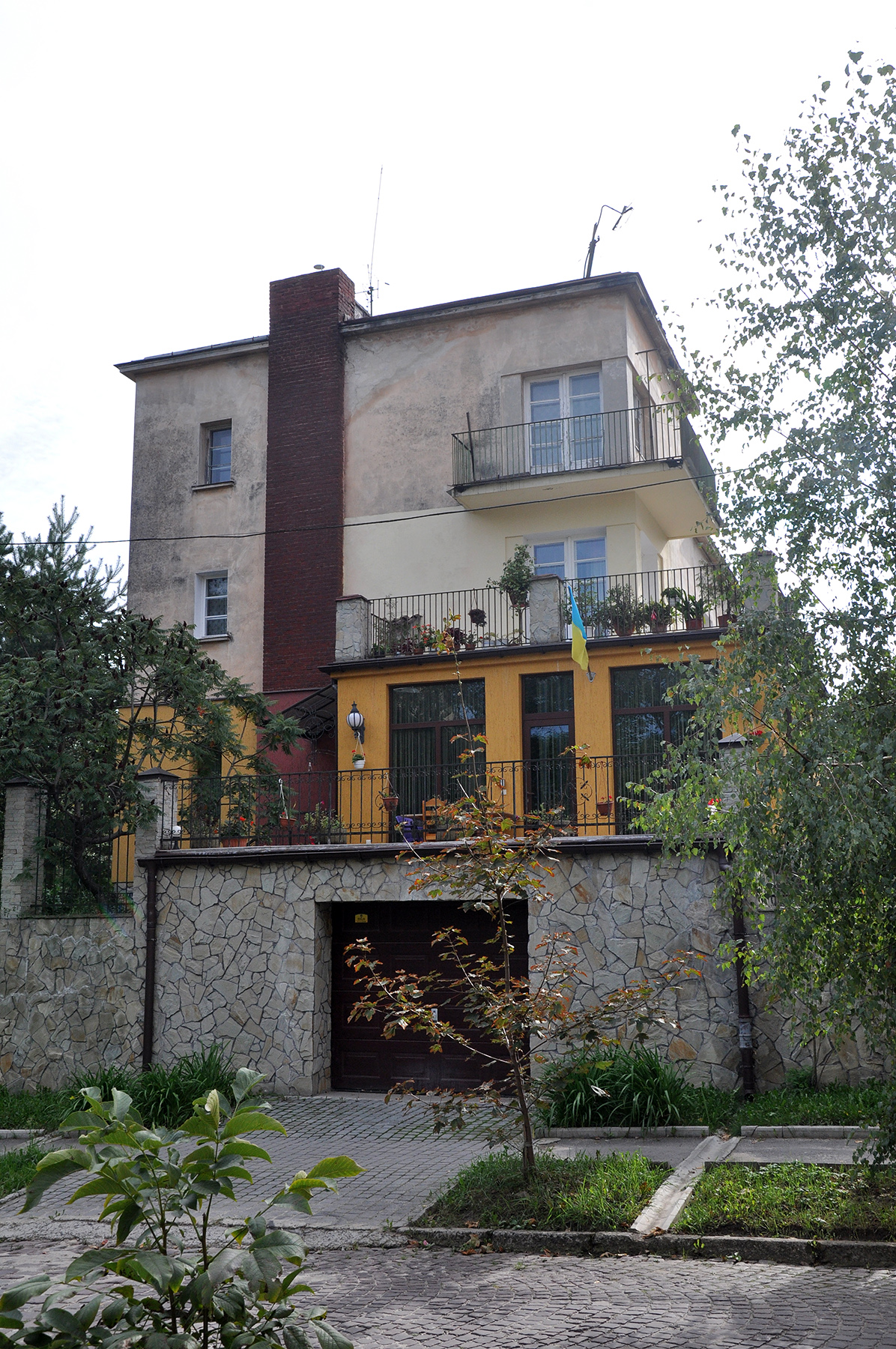
Житловий будинок (вул. Павла Сбитова, 3)
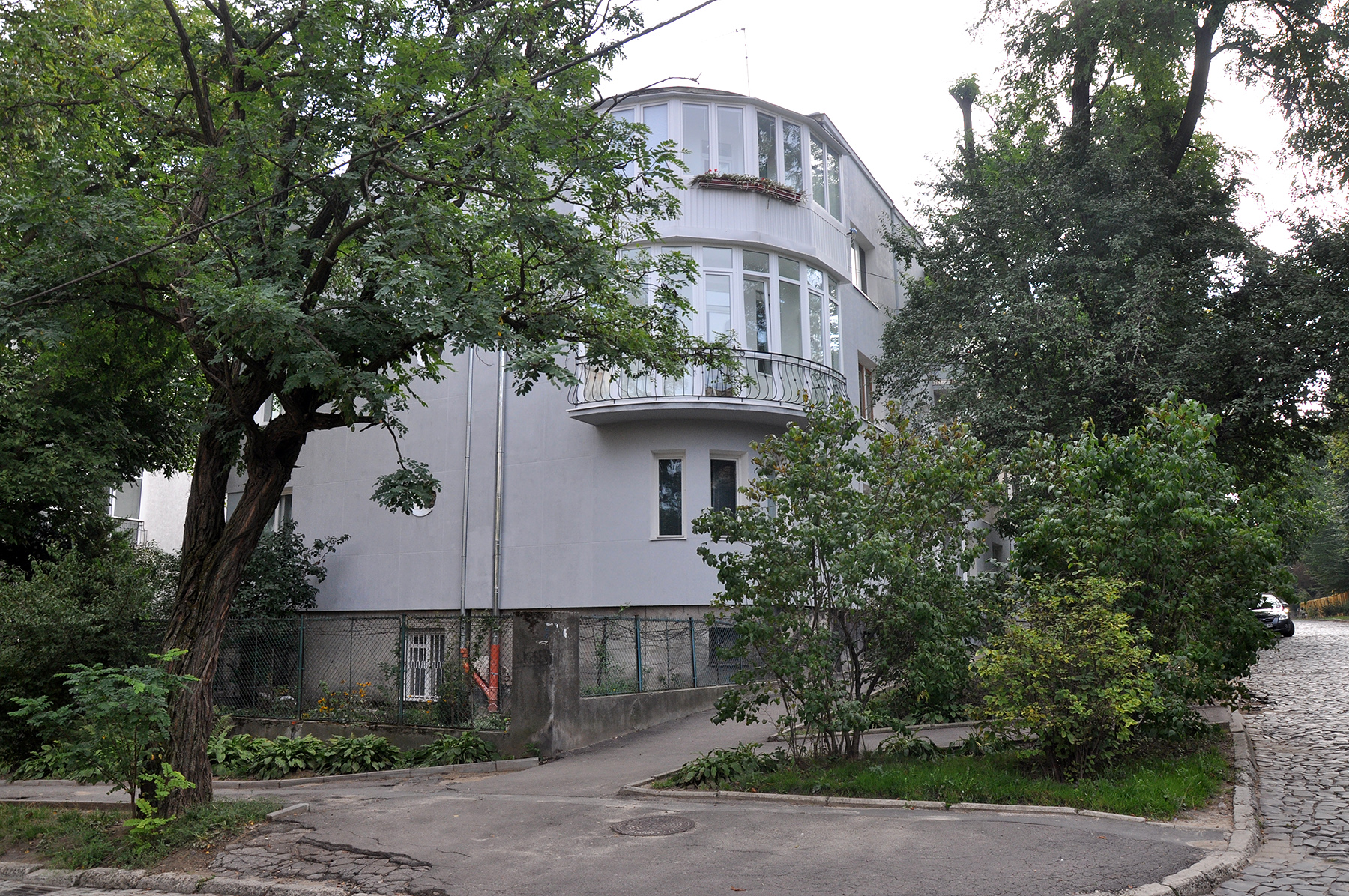
Житловий будинок (вул. Павла Сбитова, 7)